# 2011—2012年澳洲地區熱帶氣旋季
2011－12年澳洲地區熱帶氣旋季，泛指在2011年7月至2012年6月內的任何時間，於澳洲地區所產生的熱帶氣旋。大部份於澳洲地區的熱帶氣旋通常都會於11月至4月期間形成。
本條目的範圍僅侷限於赤道以南，東經90度和西經160度以內的澳洲地區水域。這範圍包括了澳大利亞、巴布亞新幾內亞、所羅門群島的西部地區、東帝汶和印度尼西亞的南部地區。在澳洲地區產生的熱帶氣旋是由澳洲、印尼和巴布亞新畿內亞命名，而美國聯合颱風警報中心會把在該地區的熱帶低氣壓的編號以U字母作結。
以下各熱帶氣旋資訊以熱帶氣旋存在期間的最強形態為準。

## 熱帶氣旋

### 熱帶氣旋格蘭達（Grant）
12月20日一個熱帶擾動於澳洲北方近海生成，21日獲得國際編號03S，並命名Grant，27日Grant登陸澳洲並深入其內陸，JTWC對其出最後報告(Final Warning)。

### 熱帶低氣壓貝尼德（Benilde）
12月19日，一個熱帶擾動於澳洲西方海域生成，並編號96S，12月20日聯合颱風警報中心（JTWC）評級MEDIUM，12月21日，該擾動獲得國際編號04S，並於12月30日命名為BENILDE，12月31日BENILDE強度達到顛峰，隨後開始減弱，JTWC對其發出最後報告(Final Warning)

### 強烈熱帶氣旋海蒂（Heidi）
2012年1月9日熱帶擾動92S於印尼南方近海生成，1月10日JTWC對其發布熱帶氣旋形成警告(TCFA)，1月11日命名為Heidi並於1月12日登陸澳洲，JTWC對其發出最後報告(Final Warning)。

### 熱帶氣旋伊基（Iggy）
1月22日，一個熱帶擾動於澳洲西北方海面生成，編號為97S，該擾動起初並無太大發展，但JTWC看好其發展，1月25日，該擾動突然增強獲得國際編號09S，並於隔日命名為IGGY，正式命名後該氣旋移動緩慢，強度亦無太大的變動，29日IGGY突然增強至1級氣旋，並於2天後出現大風眼，2月1日IGGY開始減弱並於2月3日登陸澳洲，JTWC對其發出最後報告(Final Warning)

### 熱帶氣旋潔絲敏（Jasmine）
1月31日熱帶擾動94S於珊瑚海生成，2月3日JTWC對其發布熱帶氣旋形成警報(TCFA)，2月4號獲得國際編號10P，並命名Jasmine，該系統持續東移強度持續增強於2月8日達到巔峰，隨後往高緯度移動，強度迅速減弱，JTWC對其發布最後報告(Final Warning)。

### 熱帶低氣壓希爾瓦（Hilwa）
2月11日熱帶擾動99S於印尼南方海域生成，2月14日JTWC對其發布TCFA並於當晚獲得國際編號13S，2月21日命名為Hilwa隨後往高緯移動，JTWC對其發布最後報告(Final Warning)。

## 其他熱帶氣旋

### 熱帶低氣壓19S
在2012年5月5日，一熱帶擾動於印尼群島生成，5月7日上午JTWC將其升格為熱帶風暴(TS)。
同日晚上，JTWC對其發出最後報告(FW)。
5月9日，JTWC對其再次發布TCFA(熱帶氣旋形成警報)。
5月10日，JTWC再次取消TCFA(熱帶氣旋形成警報)。

## 內部連結
- 2012年大西洋颶風季
- 2012年太平洋颶風季
- 2012年北印度洋氣旋季
- 2012年太平洋颱風季
- 2011－2012年西南印度洋熱帶氣旋季
- 2011－2012年南太平洋熱帶氣旋季
- 2012－2013年西南印度洋熱帶氣旋季
- 2012－2013年澳洲地區熱帶氣旋季
- 2012－2013年南太平洋熱帶氣旋季

## 外部連結
- Joint Typhoon Warning Center (JTWC)（页面存档备份，存于）.
- Australian Bureau of Meteorology (TCWC's Perth, Darwin & Brisbane).
- Tropical Cyclone Warning Center Jakarta.
- World Meteorological Organization